# 斯卡爾申齊 (赫梅利尼茨基區)
49°30′28″N 27°1′0″E / 49.50778°N 27.01667°E
斯卡爾任齊（烏克蘭語：Скаржинці）是位於烏克蘭西部的村莊，由赫梅利尼茨基州裡赫梅利尼茨基區的利索維-赫里尼夫齊市鎮負責管轄。該村面積1.12平方公里，海拔高度347米，2023年人口200，人口密度每平方公里198.2人。